# Монастир Покрови Пресвятої Богородиці Згромадження сестер служебниць Непорочної Діви Марії (Заліщики)
Монастир Покрови Пресвятої Богородиці Згромадження сестер служебниць Непорочної Діви Марії в Заліщиках — монастир Української греко-католицької церкви в м. Заліщики на Тернопільщині.

## Відомості
Монастир, розташований у межах Заліщицького деканату, був заснований та відкритий 4 квітня 1911 року владикою Станиславівської єпархії єпископом Григорієм Хомишиним. Будинок для сестер подарував міщанин Семенович. При монастирі почала діяти захоронка, яку заснували Антон і Юлія Чайківські.
Сестри опікувалися дитячим притулком, збудованим у 1936–1937 роках за кошти владики Григорія Хомишина. У 1944 році радянська влада конфіскувала приміщення монастиря. Сестри почали служити підпільно в будинку-осідку на вул. Ольжича, 18.
Взимку 1998 року державна влада повернула монастир сестрам, а у 2000 році його ремонт було завершено.
13 жовтня 2000 року відбулося освячення монастиря, яке здійснили о. Олег Винницький, о. Іван Сендзюк, о. Іван Майкович, о. Теодозій Крецул та парох костелу святого Станіслава о. Станіслав Жаля. У монастирі зберігаються мощі засновниці Згромадження Сестер Служебниць Непорочної Діви Марії блаженної Йосафати Горланитиської та преподобномучениці сестри Тарсикії Мальків. Нині при монастирі функціонує одноденна захоронка.

## Настоятельки
- с. Вероніка,
- с. Олімпіада Іванців (1979—1991),
- с. Калина Пастернак,
- с. Олена Озар,
- с. Наталія Грицула,
- с. Єлисавета Проць,
- с. Стефанія Коваленко,
- с. Лідія Сидорко,
- с. Віра Курищук,
- с. Маркіяна Блонська (з 2013).